# Кемп, Францис
Францис Кемп (латыш. Francis Kemps; 24 декабря 1876 — 21 октября 1952) — латгальский и латышский общественно-политический деятель, писатель, журналист. Автор термина «латгальцы» применительно к латышам северо-восточной части Латвии, отец латгальского возрождения.

## Биография
Сын богатого крестьянина, Францис Кемп родился 24 декабря 1876 года в Спружеве Макашенской волости Резекненского края.. Он рано потерял родителей и вырос в семье дяди по матери, приходившегося родственником поэту Петерису Миглиниексу. Мальчику дали хорошее образование: он учился в нескольких школах, в прогимназии и католической семинарии (ныне МЦА) в Санкт-Петербурге. Среди его педагогов был Ф. Трасун.
Ушёл из семинарии в 1900 году, то ли из-за конфликта с руководством, то ли из-за нежелания соблюдать целибат. В том же 1900 году Кемп предложил называть коренное население историко-культурной области в восточной части Латвии, входившей в состав Витебской губернии, сильно отличавшееся от остальных латышей в культурном, языковом и религиозном смысле, латгальцами. Он активно ратовал за отмену существовавшего запрета печати на латинице. В 1900 году, несмотря на запрет, издал азбуку для латгальских детей «Lementars latvīšu Barn», а в 1901 году молитвенник «Zalta altaris, dzīsmu un lyugšonu gromota». Для издания этих книг Кемп продал доставшееся от отца наследство за три тысячи золотых рублей и напечатал книги во французской типографии Петербурга. С помощью духовенства распространял книги в Латгалии.
В 1901 году экстерном сдал экзамены в одной из петербургских гимназий и добровольно вступил в Измайловский лейб-гвардии полк, с 1902 — офицер. В том же году поступил в Институт гражданских инженеров императора Николая I. С 1908 работал в качестве помощника инженера. Из-за активной общественной деятельности и недостатка средств образование закончил лишь в 1913 году.
Организовал в Санкт-Петербурге нелегальный молодежный кружок Guņkurs («Костер»), издававший в 1903 году журнал Zvaigzne («Звезда»). В 1904—1905 году выпускал первую газету на латгальском языке Gaisma («Свет». — латг.), вышло 26 номеров.
Участник Первой мировой войны. В составе Архангельского пехотного полка 5-й пехотной дивизии сражался на Галицком фронте. Был награждён орденом Святой Анны III и IV степени и орденом Святого Станислава III степени.
В 1916 Кемп основал в Латгалии нелегальную рабочую партию, близкую по идеологии эсерам, в апреле 1917 стал издавать газету «Ļiaužu Bolss» (Голос народа, — латг.). Он выступал за полную экспроприацию земли помещиков и передачу её крестьянам, против такого радикального решения выступили другие латгальские лидеры, среди которых был Ф. Трасун. Весной 1917 года в качестве представителя своей партии Кемп участвовал в работе Петроградского Совета, работал в составе предпарламента, который защищал идею создания Латгальского местного самоуправления.
Был инициатором и активным участником подготовки Конгресса латышей Латгалии в Резекне 26-27 апреля (9-10 мая) 1917 года. Вместе с 38 своими сторонниками покинул конгресс, так как не получил поддержки своей идее укрепления самостоятельности Латгалии с тем, чтобы она не попала в вассальное подчинение более развитым в национально-культурном отношении Видземе и Курземе. Он считает, что Латгалии сперва необходимо самой получить политическую автономию от России и только потом принимать решение об объединении с Курземе и Видземе.
После Октябрьской революции 1917 года большевики объявили газету «Ļiaužu Bolss» контрреволюционной и Кемп под угрозой смерти в 1918 году вернулся в Латвию.
Был временно исполняющим обязанности главы г. Резекне. Избирался делегатом Конституционной латышской ассамблеи, участвовал в разработке Конституции Латвии.
После окончания Второй мировой войны 25 марта 1949 г. был депортирован из Латвии. Проживал в деревне Михайловка неподалеку от Томска. В Михайловской четырёхлетней школе Ф. Кемп обучал латгальскому языку детей-земляков, по вечерам дома обучал грамоте и их взрослых родителей.
Кемпс погиб в 1952 году на пожаре, получив сильные ожоги, пытаясь спасти свои рукописи, а в 1991 году его прах был перевезён в Латгалию и захоронен в д. Звиргздене Лудзенского района.
Автор книги «Судьбы Латгалии».
Посмертно награждён Командорским орденом Трёх Звёзд.